# Кіблер (Арканзас)
Кіблер (англ. Kibler) — місто (англ. city) в США, в окрузі Кроуфорд штату Арканзас. Населення — 1005 осіб (2020).

## Географія
Кіблер розташований на висоті 133 метра над рівнем моря за координатами 35°25′36″ пн. ш. 94°14′12″ зх. д. / 35.42667° пн. ш. 94.23667° зх. д. (35.426653, -94.236704).  За даними Бюро перепису населення США в 2010 році місто мало площу 11,63 км², уся площа — суходіл.

## Демографія
Згідно з переписом 2010 року, у місті мешкала 961 особа в 375 домогосподарствах у складі 277 родин. Густота населення становила 83 особи/км².  Було 404 помешкання (35/км²). 
Расовий склад населення:
| - 92,5 % — білих - 2,8 % — азіатів - 1,8 % — корінних американців - 0,3 % — чорних або афроамериканців - 1,5 % — осіб інших рас |

До двох чи більше рас належало 1,1 %. Іспаномовні складали 2,6 % від усіх жителів.
За віковим діапазоном населення розподілялося таким чином: 21,5 % — особи молодші 18 років, 63,2 % — особи у віці 18—64 років, 15,3 % — особи у віці 65 років та старші. Медіана віку мешканця становила 43,3 року. На 100 осіб жіночої статі у місті припадало 95,3 чоловіків;  на 100 жінок у віці від 18 років та старших — 96,4 чоловіків також старших 18 років.
Середній дохід на одне домашнє господарство  становив 46 693 долари США (медіана — 38 000), а середній дохід на одну сім'ю — 52 699 доларів (медіана — 42 000). Медіана доходів становила 36 513 долари для чоловіків та 26 083 долари для жінок. За межею бідності перебувало 11,8 % осіб, у тому числі 5,8 % дітей у віці до 18 років та 12,9 % осіб у віці 65 років та старших.
Цивільне працевлаштоване населення становило 433 особи. Основні галузі зайнятості: виробництво — 23,6 %, освіта, охорона здоров'я та соціальна допомога — 17,8 %, роздрібна торгівля — 12,7 %, будівництво — 10,2 %.
За даними перепису населення 2000 року в Кіблері мешкало 969 осіб, 278 сімей, налічувалося 343 домашніх господарств і 368 житлових будинків. Середня густота населення становила близько 82,8 осіб на один квадратний кілометр. Расовий склад Кіблера за даними перепису розподілився таким чином: 95,25 % білих, 0,10 % — чорних або афроамериканців, 1,44 % — корінних американців, 1,86 % — азіатів, 0,72 % — представників змішаних рас, 0,62 % — інших народів. Іспаномовні склали 1,44 % від усіх жителів міста.
З 343 домашніх господарств в 35,9 % — виховували дітей віком до 18 років, 65,9 % представляли собою подружні пари, які спільно проживали, в 11,4 % сімей жінки проживали без чоловіків, 18,7 % не мали сімей. 16,9 % від загального числа сімей на момент перепису жили самостійно, при цьому 7,6 % склали самотні літні люди у віці 65 років та старше. Середній розмір домашнього господарства склав 2,83 особи, а середній розмір родини — 3,16 особи.
Населення міста за віковим діапазоном за даними перепису 2000 року розподілилося таким чином: 27,7 % — жителі молодше 18 років, 9,5 % — між 18 і 24 роками, 26,6 % — від 25 до 44 років, 25,3 % — від 45 до 64 років і 10,9 % — у віці 65 років та старше. Середній вік мешканця склав 37 років. На кожні 100 жінок в Кіблері припадало 99,4 чоловіків, у віці від 18 років та старше — 98,6 чоловіків також старше 18 років.
Середній дохід на одне домашнє господарство в місті склав 33 889 доларів США, а середній дохід на одну сім'ю — 36 761 долар. При цьому чоловіки мали середній дохід в 27 955 доларів США на рік проти 19 583 долара середньорічного доходу у жінок. Дохід на душу населення в місті склав 15 763 долари на рік. 11,3 % від усього числа сімей в окрузі і 14,8 % від усієї чисельності населення перебувало на момент перепису населення за межею бідності, при цьому 22,4 % з них були молодші 18 років і 21,9 % — у віці 65 років та старше.